# Radeon HD 2000 (серія відеокарт)
Radeon HD 2000 серія графічних процесорів, розроблених компанією ATI Technologies. Основою відеокарт став відеочип R600, який також застосовувався в серії FireGL 2007. Карти HD 2000 конкурували з серією GeForce 8 від nVidia.

## Архітектура
Уся продукція під брендом «Radeon HD 2000» містить графічний процесор, з архітектурою TeraScale 1 який реалізує, першу мікроархітектуру уніфікованої шейдерної моделі ATI для ПК.

### Прискорення відео
Unified Video Decoder (UVD) ядра ТІМС вбудовано в кристалах HD 2400 і HD 2600. Графічні кристали HD 2900 не мають ядра UVD, оскільки його потокові процесори були достатньо потужними, щоб замість нього впоратися з більшістю кроків прискорення відео, за винятком ентропійного декодування та обробки бітового потоку, які залишаються для виконання ЦП.

### Інші особливості
Підтримка кодування HDTV реалізована через вбудований кодер AMD Xilleon; супровідний чип Rage Theater, який використовується в серії Radeon X1000, був замінений на цифровий чип Theatre 200, що забезпечує можливості VIVO.
Для виводів дисплея у всіх моделей присутні два двоканальних передавачі TMDS, за винятком HD 2400 і HD 3400, які включають один одноканальний і один двоканальний передавач TMDS. Кожен вихід DVI містить двоканальний HDCP-кодер із вбудованим ключем дешифрування. Був представлений HDMI, який підтримує роздільну здатність дисплея до 1920×1080, з інтегрованим аудіоконтролером HD з підтримкою 5.1-канального LPCM і кодування AC3. Звук передається через порт DVI зі спеціально розробленим ключем DVI-to-HDMI для виходу HDMI, який передає як звук, так і відео.
Усі моделі підтримують технологію CrossFireX. Ефективність CrossFire була покращена і показово, що продуктивність наближається до теоретичного максимуму, вдвічі вище ніж за однієї картою.

## Продукти
Сімейство Radeon HD 2000 основана на чипі R600, а сегментом ентузіастів є серія Radeon HD 2900, яка спочатку включала Radeon HD 2900 XT з пам’ятю GDDR3, випущена 14 травня, і версію GDDR4 з більш високою частотою, випущеною на початку липня.
Основними продуктами бюджетного сегмента були серії Radeon HD 2600 і Radeon HD 2400 відповідно, обидві були випущені 28 червня 2007 року.
Раніше у вищому сегменті не було продуктів серії HD 2000, тоді як ATI використовувала моделі попереднього покоління для заповнення цього цільового ринку; ця ситуація не змінювалася до випуску варіацій серії Radeon HD 2900, Radeon HD 2900 Pro і GT, які на короткий час заповнили прогалину ринку.

### Radeon HD 2400

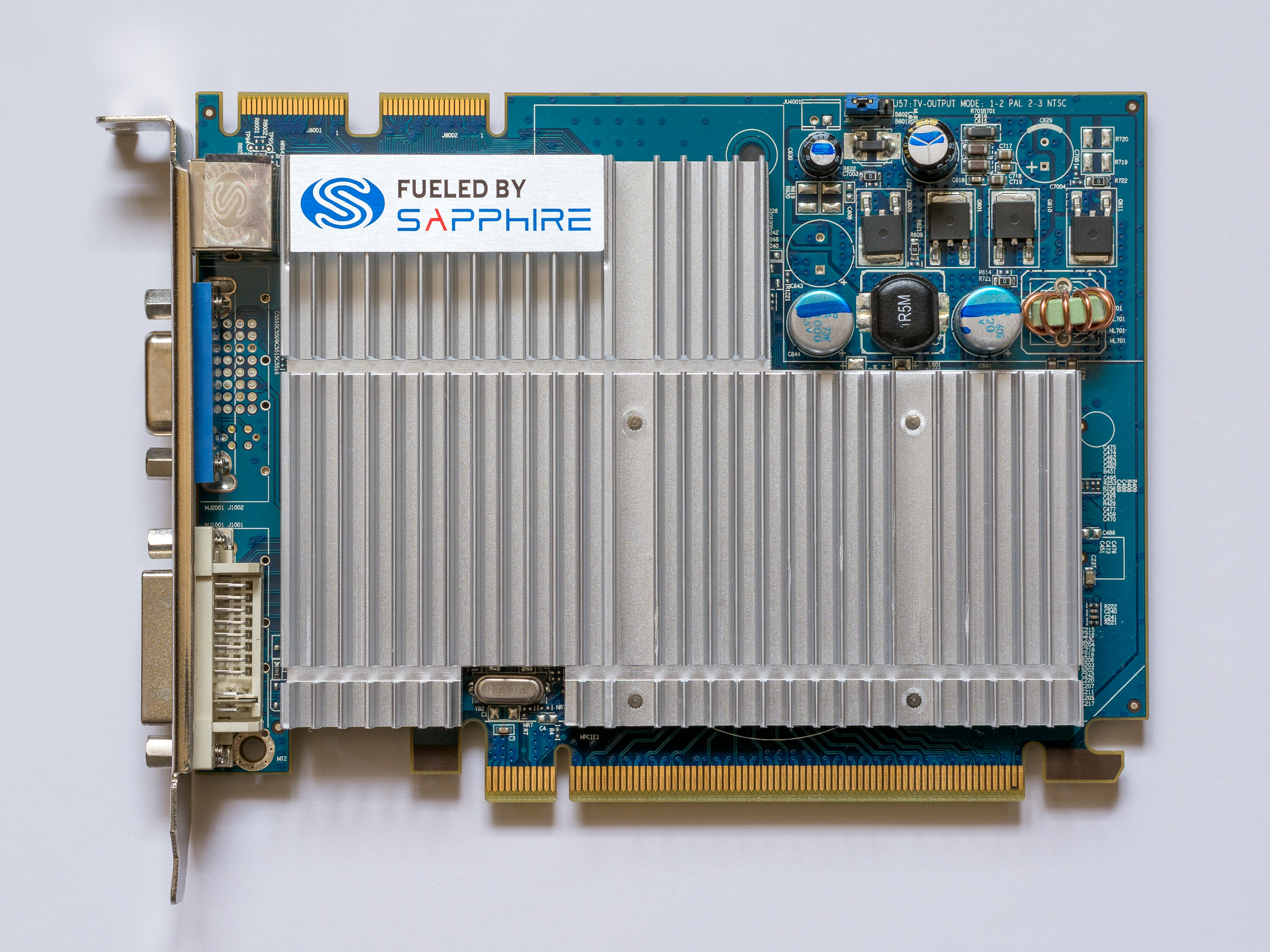
ATI Radeon HD 2400 XT

Серія Radeon HD 2400 була заснована на GPU під кодовою назвою RV610. Він мав 180 мільйонів транзисторів за 65 нм техпроцесу. У серії Radeon HD 2400 використовувалася шина пам’яті шириною 64 біт. Розмір кристала 85 мм2. Друкована плата від виробника, має реалізацію лише з радіатором пасивного охолодження замість вентилятора, а офіційні заяви про споживчу потужність становлять всього 35 Вт. Ядро має уніфікований кеш вершин/текстур об’ємом 16 кіБ від спеціального кешу вершин і текстур L1/L2, які використовуються в моделях вищого класу.
У звітах повідомляється, що перша партія ядра RV610 (кремнієва ревізія A12), яка була випущена лише для OEM виробників, мала помилку, яка заважала UVD працювати належним чином, але інші частини кристала працювали нормально. Продукти офіційно получили підтримку з випуском драйвера Catalyst 7.10, де їх виділили в серію Radeon HD 2350.
Кілька повідомлень від власників HD 2400 Pro показують, що карта не повністю підтримує апаратне декодування для всіх відео H.264/VC-1. Драйвер пристрою, навіть з останньою стабільною версією, підтримує лише апаратне декодування для форматів, зазначених у специфікації Blu-ray та HD-DVD. У результаті такого обмеження карта вважається не дуже корисною для апаратного декодування відео, оскільки більшість відео H.264/VC-1 в мережі не закодовані в цих форматах (незважаючи на те, що саме обладнання, повністю здатне виконати таку роботи з декодування). Це обмеження драйвера пристрою призвело до розробки стороннього виправлення, драйвера «ExDeus ATI HD Registry Tweak», щоб розкрити потенціал HD 2400 Pro для повної підтримки апаратного декодування відео H.264/VC-1.

### Radeon HD 2600
Серія Radeon HD 2600 була заснована на графічному процесорі під кодовою назвою RV630 і містить 390 мільйонів транзисторів за 65 нм техпроцесом. Відеокарти Radeon HD 2600 включали підтримку GDDR3, 128-бітну кільцеву шину пам’яті та 4-фазний цифровий ШІМ  з розміром кристала 153 мм2. Жодна з еталонних конструкцій GDDR3 PCI-E не потребувала додаткових роз'ємів живлення, тоді як варіанти HD 2600 Pro і XT AGP вимагали додаткового живлення через 4-х або 6-контактний роз'єм живлення. Офіційні заяви стверджують, що серія Radeon HD 2600 споживає всього 45 Вт енергії.

#### Radeon HD 2600 X2
Radeon HD 2600 X2 — це продукт із подвійним графічним процесором, який включає 2 кристали RV630 на одній друкованій платі з мостом PCI-E, який розділяє смугу пропуску PCI-E ×16 на дві групи ліній PCI-E ×8 (кожна 2,0 Гбіт/с). Карта має 4 виходи DVI або HDMI через ключ і підтримує конфігурацію CrossFire. AMD називає цей продукт Radeon HD 2600 X2, та як це видно у файлі INF від Catalyst 7.9 версії 8.411. Sapphire та інші постачальники, включаючи PowerColor і GeCube, або просто анонсували, або продемонстрували свої відповідні продукти з подвійним графічним процесором (з'єднані за допомогою CrossFire). Catalyst 7.9 додала підтримку цього продукту у вересні 2007 року. Однак AMD випустила відеокарту тихо. Вендор може запропонувати карти, що містять 256 МБ, 512 МБ або 1 ГіБ відеопам’яті. Хоча яка технологія пам’яті буде використана, залишається на розсуд постачальника, більшість постачальників вибрали GDDR3 і DDR2 через нижчу вартість виробництва, позиціонування цього продукту для основного середнього класу, а не високо-продуктивного сегмента ринку, та в надії на великий успіх.

### Radeon HD 2900
Серія Radeon HD 2900 була заснована на GPU під кодовою назвою R600 і була випущена 14 травня 2007 року. R600 укомплектував 700 мільйонів транзисторів за 80 нм техпроцесу та мав розмір кристала 420 мм2. Radeon HD 2900 XT був випущений з 320 потоковими процесорами і тактовою частотою ядра 743 МГц. Початкова модель була випущена з 512 МБ GDDR3 з тактовою частотою 828 МГц (ефективна 1656 МГц) з 512-бітним інтерфейсом. Через пару місяців після випуску ATI випустила модель GDDR4 ємністю 1 ГБ з частотою пам'яті 1000 МГц (ефективна 2000 МГц). Продуктивність була порівняна з картою на 512 МБ. HD 2900 XT представила багато нововведень. Вона була першою, яка впровадила цифровий ШІМ на платі (7-фазний ШІМ), вперше використала 8-контактний PEG-роз'єм, і була першою відеокартою від ATI, яка підтримувала DirectX 10. 
Radeon HD 2900 Pro мала частоту ядра 600 МГц і пам’ять 800 МГц (ефективна 1600 МГц), з конфігурацією на 512 МБ GDDR3 або 1 ГБ GDDR4. Ходили чутки, що деякі моделі GDDR4 ємністю 1 ГБ були виготовлені з використанням 12-дюймового кулера, запозиченого з прототипу HD 2900 XTX. HD 2900 Pro мав як 256, так і 512-розрядний інтерфейс для версій карти на 512 МБ. Кілька партнерів запропонували чорно-сріблястий кулер ексклюзивно для 256-розрядної моделі Pro.
Radeon HD 2900 GT мав 240 потокових процесорів з тактовою частотою HD 2900 Pro, але з 256 МБ відеопам’яті на 256-бітному інтерфейсі.

## Мобільна продукція
Усі серії Mobility Radeon HD 2000 мають ту саму підтримку набору функцій, що й їхні настільні аналоги, а також додано функцію PowerPlay 7.0, де покращені показники економії заряду акумулятора, від попереднього покоління PowerPlay 6.0.
Mobility Radeon HD 2300 є бюджетним продуктом, який включає UVD в кристалі, але не має уніфікованої шейдерної архітектури і підтримки DirectX 10.0/SM 4.0, що обмежує підтримку до DirectX 9.0c/SM 3.0 з використанням більш традиційної архітектури попереднього покоління. Високоякісний варіант, Mobility Radeon HD 2700, з вищими частотами ядра та пам'яті, ніж Mobility Radeon HD 2600, був випущений в середині грудня 2007 року.
Mobility Radeon HD 2400 пропонується в двох варіантах; стандартний HD 2400 і HD 2400 XT.
Mobility Radeon HD 2600 також доступний у тих же двох варіантах; звичайний HD 2600 і, флагман лінійки мобільних пристроїв, HD 2600 XT.
Порядок оновлення півпокоління також застосовувався до мобільних продуктів. Перед CES 2008 була анонсована серія Mobility Radeon HD 3000. Серія, випущена в першому кварталі 2008 року, складалася з двох сімейств: Mobility Radeon HD 3400 і Mobility Radeon HD 3600. Серія Mobility Radeon HD 3600 також представила першу в галузі, реалізацію вбудованої 128-розрядної пам’яті GDDR4.
Приблизно з кінця березня до початку квітня 2008 року AMD оновила список ідентифікаторів пристроїв на своєму вебсайті , включивши Mobility Radeon HD 3850 X2 і Mobility Radeon HD 3870 X2 та їх відповідні ідентифікатори пристроїв. Пізніше, навесні на IDF 2008, що проходила в Шанхаї, була продемонстрована плата розробника Mobility Radeon HD 3870 X2, разом з демонстрацією платформи Centrino 2. Mobility Radeon HD 3870 X2 була заснована на двох графічних процесорах M88 з додаванням мікросхеми перемикача PCI Express на одній друкованій платі. Платою розробника, яка використовувалася для демонстрації, була карта PCI Express 2.0 ×16, а кінцевий продукт, як очікувалося, був на модулях AXIOM/MXM.

## Особливості розвитку Radeon
| Назва серії відеокарт             | Wonder            | Mach              | 3D Rage           | Rage Pro          | Rage 128          | R100              | R200                                    | R300                                    | R400                                    | R500                                    | R600                             | RV670                            | R700                             | Evergreen                          | Northern Islands                   | Southern Islands                 | Sea Islands                                                     | Volcanic Islands                                                | Arctic Islands/Polaris                                          | Vega                                                            | Navi                                  | Navi 2X                               |         |
| --------------------------------- | ----------------- | ----------------- | ----------------- | ----------------- | ----------------- | ----------------- | --------------------------------------- | --------------------------------------- | --------------------------------------- | --------------------------------------- | -------------------------------- | -------------------------------- | -------------------------------- | ---------------------------------- | ---------------------------------- | -------------------------------- | --------------------------------------------------------------- | --------------------------------------------------------------- | --------------------------------------------------------------- | --------------------------------------------------------------- | ------------------------------------- | ------------------------------------- | ------- |
| Дата виходу                       | 1986              | 1991              | 1996              | 1997              | 1998              | квітень 2000      | серпень 2001                            | вересень 2002                           | травень 2004                            | жовтень 2005                            | травень 2007                     | листопад 2007                    | липень 2008                      | вересень 2009                      | жовтень 2010                       | січень 2012                      | вересень 2013                                                   | червень 2015                                                    | червень 2016                                                    | червень 2017                                                    | липень 2019                           | листопад 2020                         |         |
| Маркетингова назва                | Wonder            | Mach              | 3D Rage           | Rage Pro          | Rage              | Radeon 7000       | Radeon 8000                             | Radeon 9000                             | Radeon X700/X800                        | Radeon X1000                            | Radeon HD 1000/2000              | Radeon HD 3000                   | Radeon HD 4000                   | Radeon HD 5000                     | Radeon HD 6000                     | Radeon HD 7000                   | Radeon Rx 200                                                   | Radeon Rx 300                                                   | Radeon RX 400/500                                               | Radeon RX Vega/Radeon VII (7 нм)                                | Radeon RX 5000                        | Radeon RX 6000                        |         |
| Підтримується AMD                 | Ended             | Ended             | Ended             | Ended             | Ended             | Ended             | Ended                                   | Ended                                   | Ended                                   | Ended                                   | Ended                            | Ended                            | Ended                            | Ended                              | Ended                              | Ended                            | Ended                                                           | Ended                                                           | Current                                                         | Current                                                         | Current                               | Current                               | Current |
| Вид графіки                       | 2D                | 2D                | 3D                | 3D                | 3D                | 3D                | 3D                                      | 3D                                      | 3D                                      | 3D                                      | 3D                               | 3D                               | 3D                               | 3D                                 | 3D                                 | 3D                               | 3D                                                              | 3D                                                              | 3D                                                              | 3D                                                              | 3D                                    | 3D                                    |         |
| Архітектура                       | Не розголошується | Не розголошується | Не розголошується | Не розголошується | Не розголошується | Не розголошується | Не розголошується                       | Не розголошується                       | Не розголошується                       | Не розголошується                       | TeraScale система команд         | TeraScale система команд         | TeraScale система команд         | TeraScale система команд           | TeraScale система команд           | GCN система команд               | GCN система команд                                              | GCN система команд                                              | GCN система команд                                              | GCN система команд                                              | RDNA система команд                   | RDNA система команд                   |         |
| Мікроархітектура                  | Не розголошується | Не розголошується | Не розголошується | Не розголошується | Не розголошується | Не розголошується | Не розголошується                       | Не розголошується                       | Не розголошується                       | Не розголошується                       | TeraScale 1                      | TeraScale 1                      | TeraScale 1                      | TeraScale 2 (VLIW5)                | TeraScale 3 (VLIW4)                | GCN 1st gen                      | GCN 2nd gen                                                     | GCN 3rd gen                                                     | GCN 4th gen                                                     | GCN 5th gen                                                     | RDNA                                  | RDNA 2                                |         |
| Тип                               | Fixed pipeline    | Fixed pipeline    | Fixed pipeline    | Fixed pipeline    | Fixed pipeline    | Fixed pipeline    | Програмовані конвеєри пікселів і вершин | Програмовані конвеєри пікселів і вершин | Програмовані конвеєри пікселів і вершин | Програмовані конвеєри пікселів і вершин | Уніфікована шейдерна архітектура | Уніфікована шейдерна архітектура | Уніфікована шейдерна архітектура | Уніфікована шейдерна архітектура   | Уніфікована шейдерна архітектура   | Уніфікована шейдерна архітектура | Уніфікована шейдерна архітектура                                | Уніфікована шейдерна архітектура                                | Уніфікована шейдерна архітектура                                | Уніфікована шейдерна архітектура                                | Уніфікована шейдерна архітектура      | Уніфікована шейдерна архітектура      |         |
| Direct3D                          | Н/Д               | Н/Д               | 5.0               | 6.0               | 6.0               | 7.0               | 8.1                                     | 9.0 11 (9_2)                            | 9.0b 11 (9_2)                           | 9.0c 11 (9_3)                           | 10.0 11 (10_0)                   | 10.1 11 (10_1)                   | 10.1 11 (10_1)                   | 11 (11_0)                          | 11 (11_0)                          | 11 (11_1) 12 (11_1)              | 11 (12_0) 12 (12_0)                                             | 11 (12_0) 12 (12_0)                                             | 11 (12_0) 12 (12_0)                                             | 11 (12_1) 12 (12_1)                                             | 11 (12_1) 12 (12_1)                   | 11 (12_1) 12 (12_2)                   |         |
| Shader model                      | Н/Д               | Н/Д               | Н/Д               | Н/Д               | Н/Д               | Н/Д               | 1.4                                     | 2.0+                                    | 2.0b                                    | 3.0                                     | 4.0                              | 4.1                              | 4.1                              | 5.0                                | 5.0                                | 5.1                              | 5.1 6.3                                                         | 5.1 6.3                                                         | 5.1 6.3                                                         | 6.4                                                             | 6.4                                   | 6.5                                   |         |
| OpenGL                            | Н/Д               | Н/Д               | Н/Д               | 1.1               | 1.2               | 1.3               | 1.3                                     | 2.1                                     | 2.1                                     | 2.1                                     | 3.3                              | 3.3                              | 3.3                              | 4.5 (на Linux: 4.5 (Mesa 3D 21.0)) | 4.5 (на Linux: 4.5 (Mesa 3D 21.0)) | 4.6 (на Linux: 4.6 (Mesa 20.0))  | 4.6 (на Linux: 4.6 (Mesa 20.0))                                 | 4.6 (на Linux: 4.6 (Mesa 20.0))                                 | 4.6 (на Linux: 4.6 (Mesa 20.0))                                 | 4.6 (на Linux: 4.6 (Mesa 20.0))                                 | 4.6 (на Linux: 4.6 (Mesa 20.0))       | 4.6 (на Linux: 4.6 (Mesa 20.0))       |         |
| Vulkan                            | Н/Д               | Н/Д               | Н/Д               | Н/Д               | Н/Д               | Н/Д               | Н/Д                                     | Н/Д                                     | Н/Д                                     | Н/Д                                     | Н/Д                              | Н/Д                              | Н/Д                              | Н/Д                                | Н/Д                                | 1.0 (Win 7+ або Mesa 17+)        | 1.2 (Adrenalin 20.1, Linux Mesa 20.0)                           | 1.2 (Adrenalin 20.1, Linux Mesa 20.0)                           | 1.2 (Adrenalin 20.1, Linux Mesa 20.0)                           | 1.2 (Adrenalin 20.1, Linux Mesa 20.0)                           | 1.2 (Adrenalin 20.1, Linux Mesa 20.0) | 1.2 (Adrenalin 20.1, Linux Mesa 20.0) |         |
| OpenCL                            | Н/Д               | Н/Д               | Н/Д               | Н/Д               | Н/Д               | Н/Д               | Н/Д                                     | Н/Д                                     | Н/Д                                     | Н/Д                                     | Close to Metal                   | Close to Metal                   | 1.1                              | 1.2                                | 1.2                                | 1.2                              | 2.0 (Adrenalin драйвер на Win7+) (1.2 на Linux, 2.1 з AMD ROCm) | 2.0 (Adrenalin драйвер на Win7+) (1.2 на Linux, 2.1 з AMD ROCm) | 2.0 (Adrenalin драйвер на Win7+) (1.2 на Linux, 2.1 з AMD ROCm) | 2.0 (Adrenalin драйвер на Win7+) (1.2 на Linux, 2.1 з AMD ROCm) | 2.0                                   | 2.1                                   |         |
| HSA / ROCm                        | Н/Д               | Н/Д               | Н/Д               | Н/Д               | Н/Д               | Н/Д               | Н/Д                                     | Н/Д                                     | Н/Д                                     | Н/Д                                     | Н/Д                              | Н/Д                              | Н/Д                              | Н/Д                                | Н/Д                                | Так                              | Так                                                             | Так                                                             | Так                                                             | Так                                                             | ?                                     | ?                                     |         |
| Декодування відео ASIC            | Н/Д               | Н/Д               | Н/Д               | Н/Д               | Н/Д               | Н/Д               | Н/Д                                     | Н/Д                                     | Н/Д                                     | Н/Д                                     | Avivo/UVD                        | UVD+                             | UVD 2                            | UVD 2.2                            | UVD 3                              | UVD 4                            | UVD 4.2                                                         | UVD 5.0 або 6.0                                                 | UVD 6.3                                                         | UVD 7                                                           | VCN 2.0                               | VCN 3.0                               |         |
| Кодування відео ASIC              | Н/Д               | Н/Д               | Н/Д               | Н/Д               | Н/Д               | Н/Д               | Н/Д                                     | Н/Д                                     | Н/Д                                     | Н/Д                                     | Н/Д                              | Н/Д                              | Н/Д                              | Н/Д                                | Н/Д                                | VCE 1.0                          | VCE 2.0                                                         | VCE 3.0 або 3.1                                                 | VCE 3.4                                                         | VCE 4.0                                                         | VCN 2.0                               | VCN 3.0                               |         |
| Fluid Motion ASIC                 | Ні                | Ні                | Ні                | Ні                | Ні                | Ні                | Ні                                      | Ні                                      | Ні                                      | Ні                                      | Ні                               | Ні                               | Ні                               | Ні                                 | Ні                                 | Ні                               | Так                                                             | Так                                                             | Так                                                             | Так                                                             | Ні                                    | Ні                                    |         |
| Power saving                      | ?                 | ?                 | ?                 | ?                 | ?                 | ?                 | ?                                       | ?                                       | ?                                       | ?                                       | PowerPlay                        | PowerPlay                        | PowerPlay                        | PowerPlay                          | PowerTune                          | PowerTune & ZeroCore Power       | PowerTune & ZeroCore Power                                      | PowerTune & ZeroCore Power                                      | PowerTune & ZeroCore Power                                      | PowerTune & ZeroCore Power                                      | ?                                     | ?                                     |         |
| TrueAudio                         | Н/Д               | Н/Д               | Н/Д               | Н/Д               | Н/Д               | Н/Д               | Н/Д                                     | Н/Д                                     | Н/Д                                     | Н/Д                                     | Н/Д                              | Н/Д                              | Н/Д                              | Н/Д                                | Н/Д                                | Н/Д                              | Через виділений ЦОС                                             | Через виділений ЦОС                                             | Через шейдери                                                   | Через шейдери                                                   | Через шейдери                         | ?                                     |         |
| FreeSync                          | Н/Д               | Н/Д               | Н/Д               | Н/Д               | Н/Д               | Н/Д               | Н/Д                                     | Н/Д                                     | Н/Д                                     | Н/Д                                     | Н/Д                              | Н/Д                              | Н/Д                              | Н/Д                                | Н/Д                                | Н/Д                              | 1 2                                                             | 1 2                                                             | 1 2                                                             | 1 2                                                             | 1 2                                   | 1 2                                   |         |
| HDCP                              | ?                 | ?                 | ?                 | ?                 | ?                 | ?                 | ?                                       | ?                                       | ?                                       | ?                                       | ?                                | ?                                | ?                                | ?                                  | ?                                  | ?                                | 1.4                                                             | 1.4                                                             | 1.4 2.2                                                         | 1.4 2.2                                                         | 1.4 2.2 2.3                           | ?                                     |         |
| PlayReady                         | Н/Д               | Н/Д               | Н/Д               | Н/Д               | Н/Д               | Н/Д               | Н/Д                                     | Н/Д                                     | Н/Д                                     | Н/Д                                     | Н/Д                              | Н/Д                              | Н/Д                              | Н/Д                                | Н/Д                                | Н/Д                              | Н/Д                                                             | Н/Д                                                             | 3.0                                                             | Ні                                                              | 3.0                                   | ?                                     |         |
| Підтримка екранів                 |                   |                   |                   |                   |                   | 1–2               | 2                                       | 2                                       | 2                                       | 2                                       | 2                                | 2                                | 2                                | 2–6                                | 2–6                                | 2–6                              | 2–6                                                             | 2–6                                                             | 2–6                                                             | 2–6                                                             | ?                                     | ?                                     |         |
| Макс. роздільна здатність дисплея | ?                 | ?                 | ?                 | ?                 | ?                 | ?                 | ?                                       | ?                                       | ?                                       | ?                                       | ?                                | ?                                | ?                                | 2–6 × 2560×1600                    | 2–6 × 2560×1600                    | 2–6 × 4096×2160 @ 60 Гц          | 2–6 × 4096×2160 @ 60 Гц                                         | 2–6 × 4096×2160 @ 60 Гц                                         | 2–6 × 5120×2880 @ 60 Гц                                         | 3 × 7680×4320 @ 60 Гц                                           | 7680×4320 @ 60 Гц PowerColor          | 7680×4320 @ 60 Гц PowerColor          |         |
| /drm/radeon                       |                   |                   |                   |                   |                   | Так               | Так                                     | Так                                     | Так                                     | Так                                     | Так                              | Так                              | Так                              | Так                                | Так                                | Так                              | Так                                                             | Н/Д                                                             | Н/Д                                                             | Н/Д                                                             | Н/Д                                   | Н/Д                                   |         |
| /drm/amdgpu h                     | Н/Д               | Н/Д               | Н/Д               | Н/Д               | Н/Д               | Н/Д               | Н/Д                                     | Н/Д                                     | Н/Д                                     | Н/Д                                     | Н/Д                              | Н/Д                              | Н/Д                              | Н/Д                                | Н/Д                                | Н/Д                              | Н/Д                                                             | Так                                                             | Так                                                             | Так                                                             | Так                                   | Так                                   | Так     |

1. ↑  The Radeon 100 Series has programmable pixel shaders, but do not fully comply with DirectX 8 or Pixel Shader 1.0. See article on R100's pixel shaders.
2. ↑  R300, R400 and R500 based cards do not fully comply with OpenGL 2+ as the hardware does not support all types of non-power of two (NPOT) textures.
3. ↑  OpenGL 4+ compliance requires supporting FP64 shaders and these are emulated on some TeraScale chips using 32-bit hardware.
4. 1 2 3  The UVD and VCE were replaced by the Video Core Next (VCN) ASIC in the Raven Ridge APU implementation of Vega.
5. ↑  Video processing ASIC for video frame rate interpolation technique. In Windows it works as a DirectShow filter in your player. In Linux, there is no support on the part of drivers and / or community.
6. 1 2  To play protected video content, it also requires card, operating system, driver, and application support. A compatible HDCP display is also needed for this. HDCP is mandatory for the output of certain audio formats, placing additional constraints on the multimedia setup.
7. ↑  More displays may be supported with native DisplayPort connections, or splitting the maximum resolution between multiple monitors with active converters.
8. ↑  DRM (Direct Rendering Manager) is a component of the Linux kernel. Support in this table refers to the most current version.

## Драйвери

### Пропрієтарний драйвер AND Catalyst
AMD Catalyst розроблявся для Microsoft Windows і Linux. Станом на липень 2014 року інші операційні системи офіційно не підтримуються. Для бренду AMD FirePro, який базується на ідентичному обладнанні, існують драйвери графічних пристроїв, сертифіковані OpenGL. 
AMD Catalyst підтримує всі функції, рекламовані для бренду Radeon.

#### Microsoft Windows
У випуску Catalyst 7.8 (версія 8.401) була вирішена проблема з інструментом Purple Pill, яка могла дозволити завантажувати непідписані драйвери в Windows Vista і змінювати ядро операційної системи. Avivo Video Converter для Windows Vista і контроль колірної температури в Catalyst Control Center були додані з випуском Catalyst 7.9, версія пакета 8.411. Програмне забезпечення CrossFire було включено для відеокарт серії HD 2600 і HD 2400 з випуском Catalyst 7.10 (версія пакету 8.421)
Catalyst 8.1, версія пакета 8.451, підтримує технологію MultiView для прискореного відтворення OpenGL на кількох відеокартах (CrossFire). Драйвер також дозволяє налаштовувати CrossFire для відеокарт Radeon HD 3850 і HD 3870.
Catalyst 8.3 описується AMD як етапний випуск, який підтримує DirectX 10.1, технологію ATI CrossFireX і дозволяє змішувати різні відеокарти серії Radeon HD 3800, щоб сформувати систему CrossFire X з 2-4 графічними картами. Catalyst 8.3 представив нові елементи керування відео для подальшого покращення якості відтворення, ці елементи керування включають налаштування країв та зменшення шуму. Також є підтримка розширеного робочого столу в режимі CrossFire X. Підтримка згладжування для Unreal Engine 3.0 в іграх DirectX 9.0, підтримка фільтрів CFAA (широкий і коробковий), які потрібно ввімкнути, коли ввімкнено Super AA, а також інші функції, як підтримка розробником апаратної теселяції поверхні, апаратне прискорення широкого співвідношення сторін У цьому випуску також офіційно підтримуються масштабування LCD, підтримка HydraVision для Windows Vista, що дозволяє додати максимум 9 віртуальних робочих столів, і новий клієнт Folding@home.
Catalyst 8.5, версія пакета 8.493, представив нові функції, зокрема компонентне відео з роздільною здатністю 480i і 480p, підтримку виходу SECAM TV, спеціальний режим 1080p HDTV через HDMI, підтримку 1080p24 (роздільна здатність 1080p при 24 Гц), аудіо HDMI для нестандартних, режимів телебачення (CEA 861b), підтримка адаптивного згладжування (а пізніше, у Catalyst 8.6, також підтримка користувацьких фільтрів ) під OpenGL, підтримка Windows XP SP3 та покращення утиліти видалення. Драйвер також містить покращення продуктивності та виправляє деякі проблеми з нестабільністю та відтворенням у деяких іграх.
Серія Radeon HD 2000 була переведена на розширену підтримку, де драйвери будуть оновлюватися лише для виправлення помилок замість оптимізації для нових програм.
Поточні драйвери Catalyst не підтримують AGP-версії карт серії Radeon HD 2000/3000 з мостом RIALTO. Встановлення драйверів Catalyst на ці карти призведе до такого повідомлення про помилку: «setup did not find a driver compatible with your current hardware or operating system.». або просто провалиться повністю. Карти AGP, про які йде мова, неофіційно підтримуються ATI/AMD із виправленим набором драйверів Catalyst щомісяця з травня 2008 року з модифікованим Catalyst 8.5. Їхні ідентифікатори постачальників PCI наведено нижче:
| Графічний чип | Продукт            | PCI ID пристрою |
| ------------- | ------------------ | --------------- |
| RV610         | Radeon HD 2400 Pro | 94C4            |
| RV630         | Radeon HD 2600 Pro | 9587            |
| RV630         | Radeon HD 2600 XT  | 9586            |

### Безкоштовний драйвер з відкритим кодом для Radeon
Безкоштовні драйвери з відкритим вихідним кодом в основному розроблені для Linux, але також були перенесені на інші операційні системи. Кожен драйвер складається з п'яти частин:
1. DRM компонент ядра Linux
2. Драйвер KMS компонента ядра Linux: в основному драйвер пристрою для контролера дисплея
3. компонент користувацького простору libDRM
4. компонент простору користувача в Mesa 3D;
5. спеціальний і чіткий драйвер 2D графічного пристрою для сервера X.Org, який, буде замінено на Glamor

Безкоштовний графічний драйвер Radeon з відкритим вихідним кодом підтримує більшість функцій, реалізованих у лінійці графічних процесорів Radeon.

### Випуск документації
Безкоштовні драйвери графічних пристроїв Radeon з відкритим вихідним кодом не спроектовані, а засновані на документації, опублікованій AMD.
Початкова документація реєстру та код синтаксичного аналізатора для виконання процедур ROM AtomBIOS були випущені у вересні 2007 року. Посібник з архітектури набору інструкцій сімейства R600 був випущений 11 червня 2008 року. Зразок коду та заголовків регістра для 3D рушіїв R600 і R700 було випущено в грудні 2008 року. 26 січня 2009 року AMD випустила специфікації для обох сімейств r6xx і r7xx.